# Prosthechea crassilabia
Prosthechea crassilabia är en orkidéart som först beskrevs av Eduard Friedrich Poeppig och Stephan Ladislaus Endlicher, och fick sitt nu gällande namn av Germán Carnevali och Ivón Mercedes Ramírez Morillo. Prosthechea crassilabia ingår i släktet Prosthechea och familjen orkidéer. Inga underarter finns listade i Catalogue of Life.